# Langhovde
Langhovde är en kulle i Antarktis. Den ligger i Östantarktis. Norge gör anspråk på området. Toppen på Langhovde är 5 meter över havet.
Terrängen runt Langhovde är kuperad österut, men åt nordväst är den platt. Havet är nära Langhovde åt sydväst. Trakten är obefolkad. Det finns inga samhällen i närheten. 